# Supercopa de Japón 2024
La Supercopa de Japón 2024,  (en japonés : 富士フイルム スーパーカップ 2024, romanizado: Fuji Fuirumu Sūpā Kappu Ni Sen Juu Yon) conocida como «Fujifilm SuperCup 2024» por razones de patrocinio, fue la trigésima primera edición de la supercopa japonesa desde su reestrablecimiento en 1993.
El duelo enfrentó a Vissel Kobe (campeón de la J1 League 2023) y a Kawasaki Frontale (campeón de la Copa del Emperador 2023). La final se disputó en el estadio Nacional de Tokio el 17 de febrero de 2024, resultando Kawasaki Frontale el vencedor tras ganar el partido por 1-0 y logrando su tercer título en el torneo.

## Partido
| 17 de febrero de 2024 | Vissel Kobe | 0 – 1   | Kawasaki Frontale | Estadio Olímpico, Tokio                                     |                                                             |
| 13:35 (UTC+9)         |             | Reporte | Wermeskerken 48'  | Asistencia: 52 142 espectadores Árbitro(s): Akihiko Ikeuchi | Asistencia: 52 142 espectadores Árbitro(s): Akihiko Ikeuchi |

### Ficha
| 1     | POR   | Daiya Maekawa     |     |
| 24    | DEF   | Gotoku Sakai      |     |
| 4     | DEF   | Tetsushi Yamakawa |     |
| 3     | DEF   | Thuler            |     |
| 19    | DEF   | Ryo Hatsuse       | 83' |
| 96    | MED   | Hotaru Yamaguchi  |     |
| 6     | MED   | Takahiro Ogihara  | 70' |
| 18    | MED   | Haruya Ide        | 21' |
| 22    | DEL   | Daiju Sasaki      |     |
| 10    | DEL   | Yuya Osako        |     |
| 26    | DEL   | Jean Patric       | 70' |
| D. T. | D. T. | Takayuki Yoshida  |     |

| 1     | POR   | Naoto Kamifukumoto   |     |
| 15    | DEF   | Shuto Tanabe         | 46' |
| 35    | DEF   | Yuichi Maruyama      |     |
| 2     | DEF   | Kota Takai           |     |
| 31    | DEF   | Sai Van Wermeskerken |     |
| 26    | MED   | Hinata Yamauchi      | 81' |
| 6     | MED   | Ze Ricardo           |     |
| 15    | MED   | Tatsuki Seko         | 85' |
| 10    | DEL   | Patrick Verhon       |     |
| 18    | DEL   | Bafetimbi Gomis      | 71' |
| 20    | DEL   | Shun Yamada          |     |
| D. T. | D. T. | Toru Oniki           |     |

| 9  | DEL | Taisei Miyashiro | 21' |
| 23 | DEF | Rikuto Hirose    | 70' |
| 7  | MED | Yosuke Ideguchi  | 70' |
| 2  | DEF | Nanasei Iino     | 83' |

| 13 | DEF | Sota Miura        | 46' |
| 23 | DEL | Marcinho          | 65' |
| 77 | MED | Yuki Yamamoto     | 85' |
| 8  | MED | Kento Tachibanada | 80' |

| 48' | Sai Van Wermeskerken | 0-1 |

| 67' | Takahiro Ogihara |

| 25' , 90' | Bafetimbi Gomis, Kento Tachibanada |

| Principal  | Akihiko Ikeuchi |
| Asistentes | Jun Mihara      |
|            | Tomoyuki Umeda  |
| Cuarto     | Hayato Shimizu  |

| VAR            | Makoto Hibino    |
| Asistentes VAR | Bandera de Japón |

|  |                    |    |    |
|  | Tiros              | 14 | 12 |
|  | Tiros a puerta     | 3  | 4  |
|  | Faltas             | 11 | 15 |
|  | Saques de esquina  | 2  | 7  |
|  | Penaltis           | 0  | 0  |
|  | Fueras de juego    | 10 | 6  |
|  | Posesión del balón | 58 | 42 |

| 1     | POR   | Daiya Maekawa     |     |
| 24    | DEF   | Gotoku Sakai      |     |
| 4     | DEF   | Tetsushi Yamakawa |     |
| 3     | DEF   | Thuler            |     |
| 19    | DEF   | Ryo Hatsuse       | 83' |
| 96    | MED   | Hotaru Yamaguchi  |     |
| 6     | MED   | Takahiro Ogihara  | 70' |
| 18    | MED   | Haruya Ide        | 21' |
| 22    | DEL   | Daiju Sasaki      |     |
| 10    | DEL   | Yuya Osako        |     |
| 26    | DEL   | Jean Patric       | 70' |
| D. T. | D. T. | Takayuki Yoshida  |     |

| 1     | POR   | Naoto Kamifukumoto   |     |
| 15    | DEF   | Shuto Tanabe         | 46' |
| 35    | DEF   | Yuichi Maruyama      |     |
| 2     | DEF   | Kota Takai           |     |
| 31    | DEF   | Sai Van Wermeskerken |     |
| 26    | MED   | Hinata Yamauchi      | 81' |
| 6     | MED   | Ze Ricardo           |     |
| 15    | MED   | Tatsuki Seko         | 85' |
| 10    | DEL   | Patrick Verhon       |     |
| 18    | DEL   | Bafetimbi Gomis      | 71' |
| 20    | DEL   | Shun Yamada          |     |
| D. T. | D. T. | Toru Oniki           |     |

| 9  | DEL | Taisei Miyashiro | 21' |
| 23 | DEF | Rikuto Hirose    | 70' |
| 7  | MED | Yosuke Ideguchi  | 70' |
| 2  | DEF | Nanasei Iino     | 83' |

| 13 | DEF | Sota Miura        | 46' |
| 23 | DEL | Marcinho          | 65' |
| 77 | MED | Yuki Yamamoto     | 85' |
| 8  | MED | Kento Tachibanada | 80' |

| 48' | Sai Van Wermeskerken | 0-1 |

| 67' | Takahiro Ogihara |

| 25' , 90' | Bafetimbi Gomis, Kento Tachibanada |

| Principal  | Akihiko Ikeuchi |
| Asistentes | Jun Mihara      |
|            | Tomoyuki Umeda  |
| Cuarto     | Hayato Shimizu  |

| VAR            | Makoto Hibino    |
| Asistentes VAR | Bandera de Japón |

|  |                    |    |    |
|  | Tiros              | 14 | 12 |
|  | Tiros a puerta     | 3  | 4  |
|  | Faltas             | 11 | 15 |
|  | Saques de esquina  | 2  | 7  |
|  | Penaltis           | 0  | 0  |
|  | Fueras de juego    | 10 | 6  |
|  | Posesión del balón | 58 | 42 |

| 1     | POR   | Daiya Maekawa     |     |
| 24    | DEF   | Gotoku Sakai      |     |
| 4     | DEF   | Tetsushi Yamakawa |     |
| 3     | DEF   | Thuler            |     |
| 19    | DEF   | Ryo Hatsuse       | 83' |
| 96    | MED   | Hotaru Yamaguchi  |     |
| 6     | MED   | Takahiro Ogihara  | 70' |
| 18    | MED   | Haruya Ide        | 21' |
| 22    | DEL   | Daiju Sasaki      |     |
| 10    | DEL   | Yuya Osako        |     |
| 26    | DEL   | Jean Patric       | 70' |
| D. T. | D. T. | Takayuki Yoshida  |     |

| 1     | POR   | Naoto Kamifukumoto   |     |
| 15    | DEF   | Shuto Tanabe         | 46' |
| 35    | DEF   | Yuichi Maruyama      |     |
| 2     | DEF   | Kota Takai           |     |
| 31    | DEF   | Sai Van Wermeskerken |     |
| 26    | MED   | Hinata Yamauchi      | 81' |
| 6     | MED   | Ze Ricardo           |     |
| 15    | MED   | Tatsuki Seko         | 85' |
| 10    | DEL   | Patrick Verhon       |     |
| 18    | DEL   | Bafetimbi Gomis      | 71' |
| 20    | DEL   | Shun Yamada          |     |
| D. T. | D. T. | Toru Oniki           |     |

| 9  | DEL | Taisei Miyashiro | 21' |
| 23 | DEF | Rikuto Hirose    | 70' |
| 7  | MED | Yosuke Ideguchi  | 70' |
| 2  | DEF | Nanasei Iino     | 83' |

| 13 | DEF | Sota Miura        | 46' |
| 23 | DEL | Marcinho          | 65' |
| 77 | MED | Yuki Yamamoto     | 85' |
| 8  | MED | Kento Tachibanada | 80' |

| 48' | Sai Van Wermeskerken | 0-1 |

| 67' | Takahiro Ogihara |

| 25' , 90' | Bafetimbi Gomis, Kento Tachibanada |

| Principal  | Akihiko Ikeuchi |
| Asistentes | Jun Mihara      |
|            | Tomoyuki Umeda  |
| Cuarto     | Hayato Shimizu  |

| VAR            | Makoto Hibino    |
| Asistentes VAR | Bandera de Japón |

|  |                    |    |    |
|  | Tiros              | 14 | 12 |
|  | Tiros a puerta     | 3  | 4  |
|  | Faltas             | 11 | 15 |
|  | Saques de esquina  | 2  | 7  |
|  | Penaltis           | 0  | 0  |
|  | Fueras de juego    | 10 | 6  |
|  | Posesión del balón | 58 | 42 |

| 1     | POR   | Daiya Maekawa     |     |
| 24    | DEF   | Gotoku Sakai      |     |
| 4     | DEF   | Tetsushi Yamakawa |     |
| 3     | DEF   | Thuler            |     |
| 19    | DEF   | Ryo Hatsuse       | 83' |
| 96    | MED   | Hotaru Yamaguchi  |     |
| 6     | MED   | Takahiro Ogihara  | 70' |
| 18    | MED   | Haruya Ide        | 21' |
| 22    | DEL   | Daiju Sasaki      |     |
| 10    | DEL   | Yuya Osako        |     |
| 26    | DEL   | Jean Patric       | 70' |
| D. T. | D. T. | Takayuki Yoshida  |     |

| 1     | POR   | Naoto Kamifukumoto   |     |
| 15    | DEF   | Shuto Tanabe         | 46' |
| 35    | DEF   | Yuichi Maruyama      |     |
| 2     | DEF   | Kota Takai           |     |
| 31    | DEF   | Sai Van Wermeskerken |     |
| 26    | MED   | Hinata Yamauchi      | 81' |
| 6     | MED   | Ze Ricardo           |     |
| 15    | MED   | Tatsuki Seko         | 85' |
| 10    | DEL   | Patrick Verhon       |     |
| 18    | DEL   | Bafetimbi Gomis      | 71' |
| 20    | DEL   | Shun Yamada          |     |
| D. T. | D. T. | Toru Oniki           |     |

| 9  | DEL | Taisei Miyashiro | 21' |
| 23 | DEF | Rikuto Hirose    | 70' |
| 7  | MED | Yosuke Ideguchi  | 70' |
| 2  | DEF | Nanasei Iino     | 83' |

| 13 | DEF | Sota Miura        | 46' |
| 23 | DEL | Marcinho          | 65' |
| 77 | MED | Yuki Yamamoto     | 85' |
| 8  | MED | Kento Tachibanada | 80' |

| 48' | Sai Van Wermeskerken | 0-1 |

| 67' | Takahiro Ogihara |

| 25' , 90' | Bafetimbi Gomis, Kento Tachibanada |

| Principal  | Akihiko Ikeuchi |
| Asistentes | Jun Mihara      |
|            | Tomoyuki Umeda  |
| Cuarto     | Hayato Shimizu  |

| VAR            | Makoto Hibino    |
| Asistentes VAR | Bandera de Japón |

|  |                    |    |    |
|  | Tiros              | 14 | 12 |
|  | Tiros a puerta     | 3  | 4  |
|  | Faltas             | 11 | 15 |
|  | Saques de esquina  | 2  | 7  |
|  | Penaltis           | 0  | 0  |
|  | Fueras de juego    | 10 | 6  |
|  | Posesión del balón | 58 | 42 |

|                                       |
| Bandera de Prefectura de Kanagawa     |
| Campeón Kawasaki Frontale 3.er título |